# Jacques Thibaud

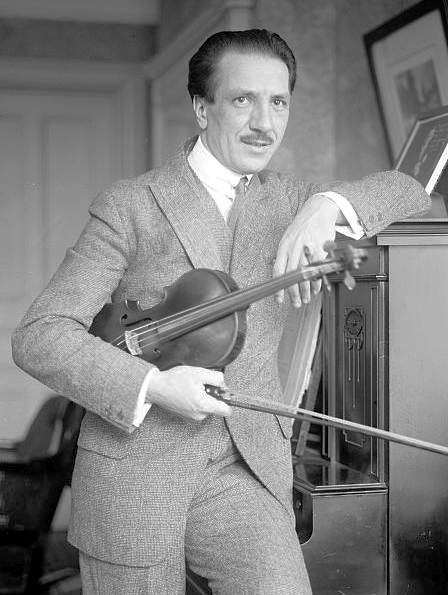
Jacques Thibaud (um 1920)

Jacques Thibaud [ti'bo] (* 27. September 1880 in Bordeaux; † 1. September 1953 am Mont Cemet bei Barcelonnette, Französische Alpen) war ein französischer Violinvirtuose. Er gilt als einer der führenden Kammermusiker der ersten Hälfte des 20. Jahrhunderts.

## Leben
Jacques Thibaud wurde 1880 in Bordeaux im südwestfranzösischen Département Gironde geboren. Er wurde zunächst von seinem Vater in Violine unterrichtet. Im Alter von acht Jahren hatte er seinen ersten öffentlichen Auftritt in seiner Heimatstadt.
Mit achtzehn Jahren (1893) begann er sein Studium beim belgischen Violinisten Martin Marsick am Conservatoire de Paris, wo er 1896 mit einem „Premier Prix“ ausgezeichnet wurde. Weiteren Violinunterricht erhielt er von Eugène Ysaÿe, einem Landsmann Marsicks. Um seinen Lebensunterhalt zu verdienen, spielte er im Pariser Kaffeehaus Café Rouge im Quartier Latin Stehgeige. Er debütierte im Orchester des Théâtre du Châtelet. Danach wurde er von dem Dirigenten Édouard Colonne entdeckt, der ihn für sein Orchester als ersten Geiger engagierte. 1898 debütierte er mit Camille Saint-Saëns’ Le Déluge op. 45 in Vertretung des erkrankten Konzertmeisters Guillaume Rémy. In der Saison 1898/99 trat er dann 54-mal auf und erarbeitete sich so einen Grundstein für einen späteren Ruhm. 1899 debütierte er in London und 1901 in Berlin (unter Arthur Nikisch). 1903 führte ihn ein Konzert an die Carnegie Hall nach New York, woraufhin sich eine Tournee durch die USA anschloss. Weitere Konzertreisen unternahm er später nach Nord- und Südamerika, Asien und Australien.
Im Ersten Weltkrieg wurde er in der Schlacht um Verdun verwundet. Während des Zweiten Weltkrieges gab er keine Konzerte in Nazi-Deutschland.
Obwohl Thibaud auch solistische Erfolge sammeln konnte – er galt als gefragter Mozart-Interpret –, lag sein eigentliches Interesse in der Kammermusik. Für den Musikwissenschaftler Stefan Drees qualifizierten ihn sein „schlanker Ton, die ausgezeichnete Technik, die Eleganz seines Vortrages und sein Gespür für den Umgang mit Klangfarben“. Thibaud spielte u. a. mit seinem Lehrer Eugène Ysaÿe im Quartett. Dieser widmete ihm seine Solosonate op. 27 Nr. 2 (1923). Sein erstes Trio formierte er mit seinen Brüdern, einem Pianisten und einem Cellisten. Zusammen mit Alfred Cortot (Klavier) und Pau Casals (Violoncello) bildete er in den Jahren 1905 bis 1933 das wohl berühmteste Klaviertrio der Musikgeschichte. Es hatte seinen Schwerpunkt im klassisch-romantischen Repertoire, setzte sich aber auch für die französische Musik des Impressionismus ein. Neben Ysaÿe schrieben George Enescu (Sonate für Violine und Orchester Dr. 2) und Enrique Granados (Danzas españolas und Sonate für Violine und Klavier) Stücke für ihn. 1925 brachte er mit Robert Krettly (Violine), Maurice Vieux (Viola) und Anton Hekking (Violoncello) Gabriel Faurés Streichquartett zur Uraufführung.
1940 trat er in das Musikinstitut der Pianistin Marguerite Long ein. Mit Long gründete er 1943 den Concours international Marguerite Long – J.Thibaud für Violinisten und Pianisten. Thibaud unterrichtete an der École Normale de Musique de Paris und im Rahmen von Sommerkursen 1951/52 an der Accademia Musicale Chigiana in Siena, Italien.
Thibaud spielte zunächst auf einer Violine von Carlo Bergonzi, dann auf einer Stradivari (1720), die früher im Besitz von René Baillot war.
Zehn Tage vor seinem Tod gab Thibaud sein letztes Konzert in der französischen Gemeinde Biarritz. Auf dem Weg nach Tokio kam er am 1. September 1953 bei einem Flugzeugabsturz am Mont Cimet in den französischen Alpen unweit der italienischen Grenze ums Leben. Neben Thibaud verunglückten weitere Personen, u. a. seine Schwiegertochter. Thibauds Stradivari wurde bei dem Absturz zerstört.

## Auszeichnungen und Ehrungen
- Mitglied der Ehrenlegion (Offizier)[4]

Im Jahr 2004 wurde ihm zu Ehren in Berlin ein gleichnamiges Streichquartett gegründet. In Bordeaux wurde das Konservatorium nach ihm benannt.

## Diskografische Hinweise
Zusammen mit Cortot und Casals spielte er folgende Klaviertrios ein:
- Franz Schubert, Klaviertrio Nr. 1 D 898 (1926)
- Joseph Haydn, Hob. XV/23 (1927)
- Felix Mendelssohn Bartholdy, Klaviertrio Nr. 1 op. 49 (1927)
- Robert Schumann, op. 63 (1927)
- Ludwig van Beethoven, Klaviertrio op. 97 (1928)

Außerdem legte er 1929 mit Casals und dem Orquestra Casals unter Cortot Johannes Brahms’ Doppelkonzert op. 102 bei EMI vor. 1951 spielte er mit dem Orchestre Radio Symphonique de Paris unter George Enescu Wolfgang Amadeus Mozarts Violinkonzerte KV 216, 218 und 219 bei Doremi ein. 1991 veröffentlichte EMI erneut Klaviertrios aus dem Zeitraum von 1926 bis 1929. In den 1990er und 2000er Jahren erschienen Aufnahmen bei Koch, Biddulph und Appian.

## Schriften
- Para il mio violino. Antonioli, Mailand 1946.
- Un violon parle. Souvenirs de Jacques Thibaud. Hrsg. von J.-P. Dorian. Ed. Blé qui lève, Paris u. a. 1947 / Ed. del Duca, Paris 1953.